# 碧翠絲公主與愛德華多·馬佩利·莫茨的婚禮

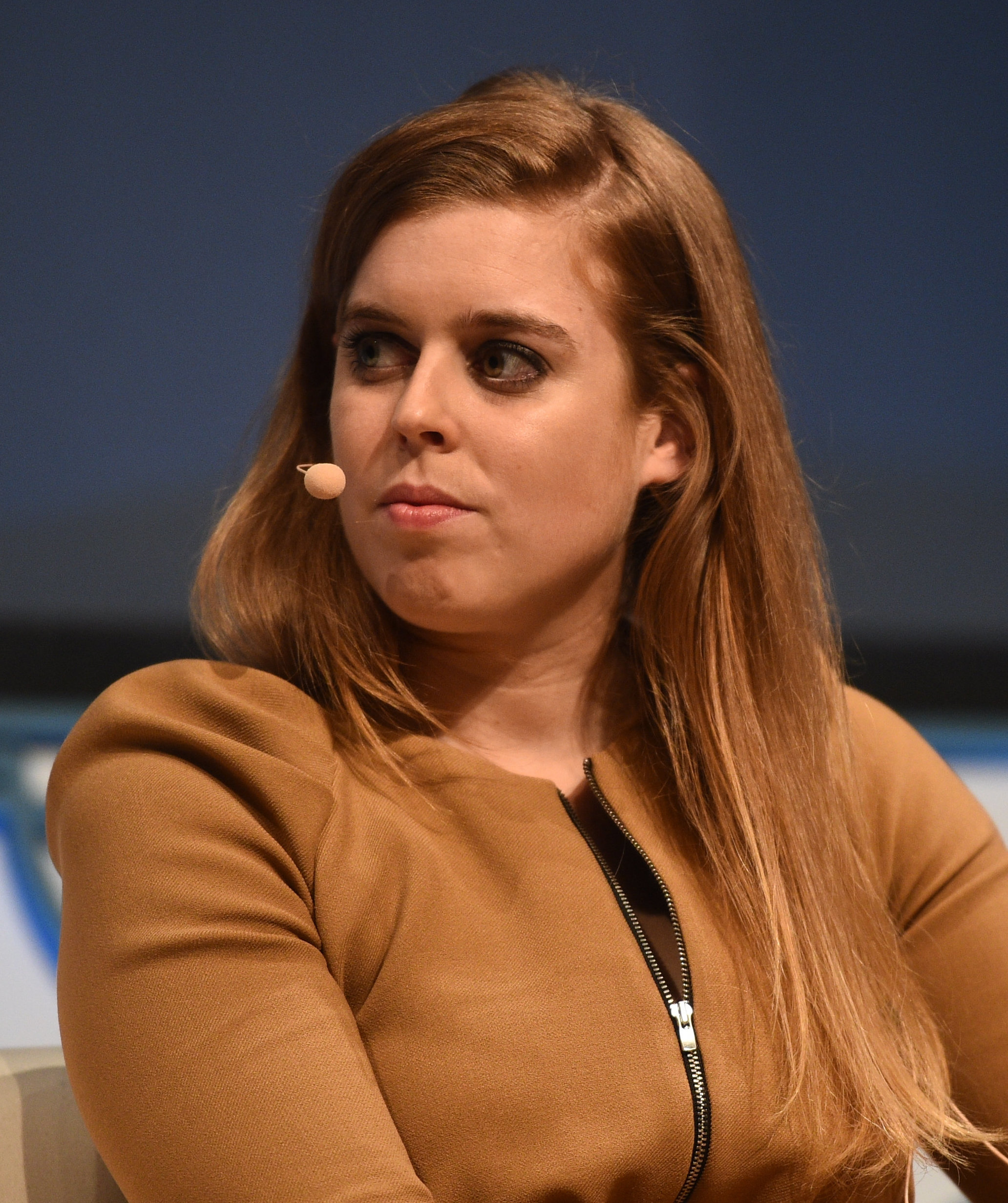
2018年的碧翠絲公主。

約克的碧翠絲郡主與艾杜亞度·馬佩利·莫茨的婚禮2020年7月17日在位於溫莎大公園皇家小屋旁的諸聖皇家禮拜堂舉行。新娘為英國王室成員約克的碧翠絲郡主；新郎則是任職地產發展商的艾杜亞度·馬佩利·莫茨。
婚禮原訂於2020年5月29日在聖詹姆士宮的皇家教堂舉行，後因2019冠狀病毒病疫情延期近兩個月。

## 訂婚
約克的碧翠絲郡主是約克公爵安德魯王子和約克公爵夫人莎拉的長女、伊莉莎白二世的孫女。在其訂婚的消息宣佈時，她在英國王位繼承順序中排名第九位。艾杜亞度·馬佩利·莫茨是曾參加1972年冬季奧運的前英國高山滑雪奧運代表亞歷克斯·馬佩利·莫茨的兒子。
新郎與新娘的家人是幾十年來的世交，故二人自幼相識。他們在2018年秋季開始交往，並於2019年9月在二人同遊意大利期間訂婚。艾杜亞度送給碧翠絲的求婚戒指由尚恩·利恩設計，鉑金製戒環上鑲有圓形璀璨鑽石，兩側則鑲有一圈的長方梯形鑽石。鑽戒與碧翠絲公主的祖母女王伊莉莎白二世的訂婚戒指有著驚人的相似之處，其估值高達約130,000美元。
雖然碧翠絲郡主是英國王室成員，但她的婚事並不需要女王的御准。二人訂婚的消息在2019年12月26日經英國王室的官方網站及王室的社交媒體賬號上公佈。白金漢宮也對外公開了一系列彩色和黑白的官方照片，分別由新娘的妹妹尤金妮公主和米森·哈里曼在皇家小屋為兩人拍攝。碧翠絲在彩色照片中穿著齊默爾曼的綠色碎花連衣裙；黑白照中則身穿同品牌的真絲緞布連衣裙，為包裹式剪裁及不對稱、飄逸的設計。
碧翠絲與艾杜亞度婚禮的細節於2022年2月公佈，但由於其父安德魯王子被捲入傑佛瑞·艾普斯汀的性醜聞風波，再加上受到薩塞克斯公爵哈利王子和薩塞克斯公爵夫人梅根宣佈脫離英國王室的影響，婚禮因此被蒙上陰影並低調舉行。

## 婚禮
2020年2月7日，王室宣佈碧翠絲郡主的婚禮將在5月29日於聖詹姆士宮的皇家教堂舉行，隨後則會由女王在白金漢宮的花園中舉辦私人招待午宴。婚禮未花費任何公帑。

### 疫情影響
由於2019冠狀病毒病英國疫情，碧翠絲和艾杜亞度修改了他們的婚禮計劃，並宣佈取消原定在白金漢宮舉行的招待午宴。為免較為年長的家庭成員因出席婚禮而染疫，且由於艾杜亞度的家族成員可能會因疫情滯留在意大利未能親身前來參加婚禮，他們因此考慮將婚禮的規模縮小。
2020年4月16日，發言人正式確認婚禮將會延後舉行，但暫時未有更換場地或加大婚禮規模的計劃。

### 私人婚禮

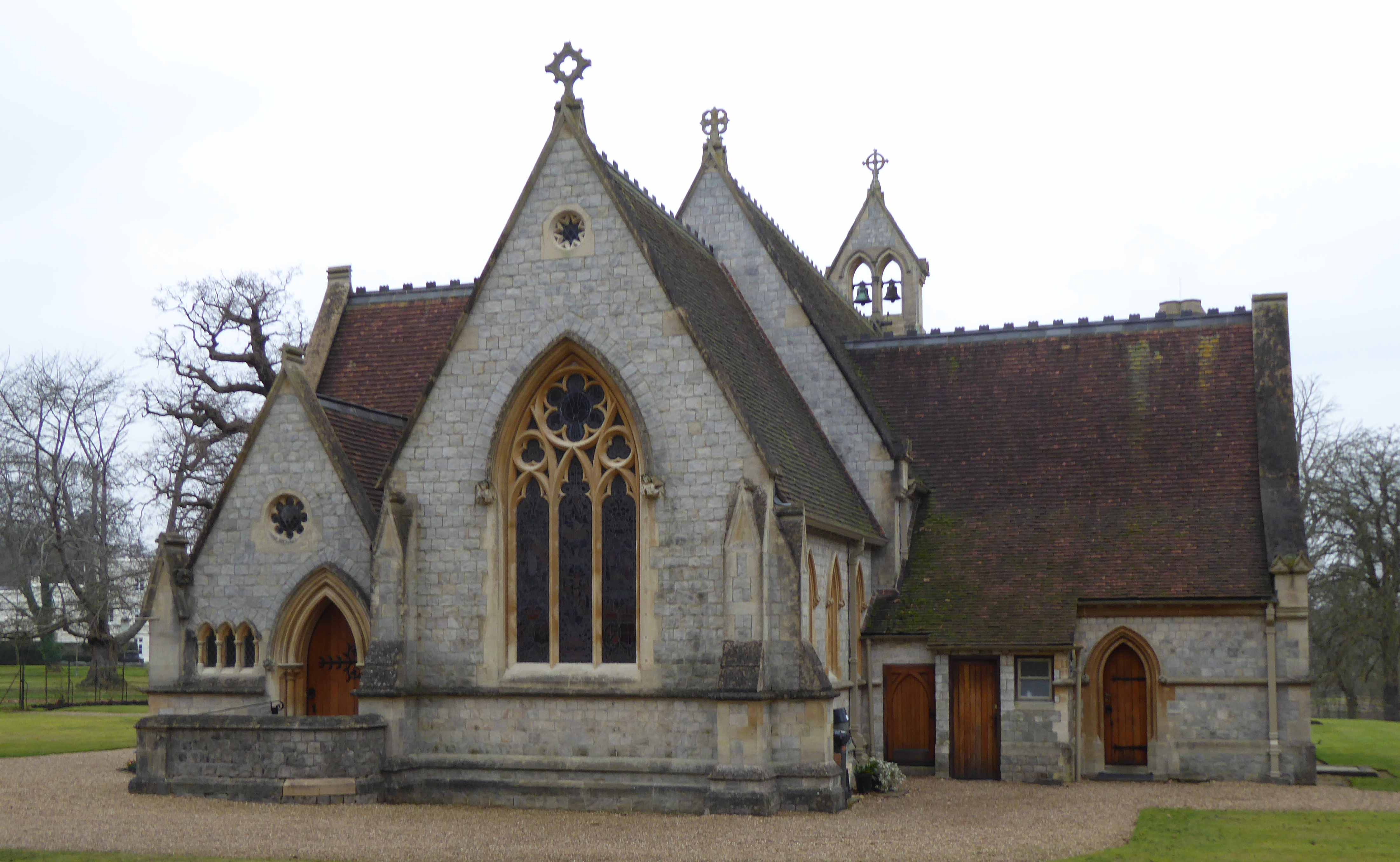
婚禮最終舉辦的場地諸聖皇家禮拜堂。

碧翠絲郡主和艾杜亞度·馬佩利·莫茨的婚禮最終延至2020年7月17日在溫莎大公園皇家小屋旁的諸聖皇家禮拜堂舉行，共有包括女王和愛丁堡公爵菲利普親王在內的20名家人和摯友出席。婚禮全程遵守英國政府因應疫情而實行的防疫措施。
碧翠絲郡主身穿飾有公爵夫人緞和鑲嵌鑽石的象牙白色雙面橫稜塔夫綢復古禮服。婚紗原先為女王於1967年參與國會開幕大典時所穿著的禮服，由諾曼·哈特內爾設計。時裝設計師安吉拉·凱利和斯圖爾特·帕爾文協助修改了禮服的設計，使其更符合在婚禮上穿著。
新娘頭戴瑪麗王后穗狀王冠（Queen Mary Fringe Tiara）以固定面紗，該王冠曾為祖母伊莉莎白二世婚禮上所用；搭配她曾在堂兄威廉王子於2011年舉行的婚禮上穿過的華倫天奴香檳色緞面高跟鞋。她的捧花則以蔓生素馨、淡粉和奶油色香豌豆、王室陶瓷象牙白多頭玫瑰、粉色荔枝香水庭園玫瑰、粉色臘花、淺粉色落新婦和小枝的香桃木製成；花束在婚禮結束後則按伊莉莎白王太后婚禮的習俗被送往西敏寺的無名戰士墓。婚戒並未按王室習俗以威爾斯黃金製成；碧翠絲戴上的是尚恩·利恩以鉑金和鑽石製成的戒指，艾杜亞度則選擇了喬什·柯林斯（Josh Collins）製作的復古金戒。
艾杜亞度與前女友所生的兒子克里斯托弗在婚禮上擔任伴郎和花童，伴娘則是碧翠絲公主的妹妹尤金妮公主。碧翠絲在父親約克公爵安德魯王子的陪同下緩緩走過諸聖皇家禮拜堂的走道，其後則由皇家教堂的副教長保羅·萊特和女王榮譽牧師馬丁·波爾主持一對新人的結婚誓言宣讀儀式。為符合英國政府制定的防疫規定，婚禮中改以奏樂代替了唱詩的環節，且只播放而未頌唱國歌。新郎和新娘的母親在婚禮上分別誦讀了威廉·莎士比亞的《十四行詩第116首》和E·E·卡明斯的《我把你的心帶在身上》，隨後則誦讀了《哥林多前書第13章》第1至13節經文。
本傑明·威勒（Benjamin Wheeler）拍攝的四張官方婚禮照片在婚禮兩天後釋出，其中包括了一張女王和愛丁堡公爵在婚禮結束後於禮拜堂的前方與夫妻二人的合照。這次婚禮是女王伉儷在英國實施封城令後首次出席王室的家庭活動。
新郎和新娘二人於婚禮後在約克公爵的官邸、鄰近的皇家小屋舉辦了一場小型派對，只有一對新人的14名摯友獲邀參加。戶外設立了一個大帳篷，放有沙發、點唱機、生啤酒和飛鏢盤等；所有賓客在帳篷中待到了第二天早上。約克公爵據報在派對上曾發表了演講。